# Austin Nichols
Austin Don Nichols (Ann Arbor, Michigan, 24 de abril de 1980) es un actor estadounidense, conocido por haber interpretado a Julian Baker en la serie One Tree Hill. También es conocido por sus papeles en las películas The Day After Tomorrow y Wimbledon. Interpretó a John Monad en la serie dramática de HBO, John from Cincinnati, e interpretó a Spencer Monroe en la serie de AMC, The Walking Dead.

## Familia y primeros años
Austin Nichols nació el 24 de abril de 1980 en Ann Arbor, Michigan, Estados Unidos, y se mudó a Austin, Texas, cuando no tenía ni un año. Se llama así por la empresa destiladora Austin, productores del Whisky Wild Turkey Kentucky Straight. Su padre, David Nichols, es radiólogo, y su madre, Kay Nichols, es una profesional en acrobacias en el esquí acuático. Katy fue diez veces campeona nacional y una vez campeona internacional. Tiene una hermana mayor, Ashley.
Nichols fue criado en el Lago Austin, fue a la escuela primaria de Casis y cuando tenía dos años comenzó a participar en competiciones de esquí acuático. Representó al equipo US Junior Water Ski Team en los Juegos Panamericanos en 1997, y también estuvo en el equipo de esquí acuático Junior US Olympic Water. Cuando tenía trece años llegó a ser el tercero en el mundo. Incluso pretendía convertirse en esquiador acuático profesional, hasta que se lesionó el hombro en Florida, lo que le obligó a dejar el deporte. Cuando iba a la Escuela Secundaria de McCallum, en Austin, jugaba al baloncesto pero era “absolutely awful” (completamente horrible). El gusanillo de la actuación le entró cuando tenía quince años y comenzó a ir a clases de interpretación. Después del instituto se mudó a Los Ángeles, donde vive actualmente.

## Su carrera como actor

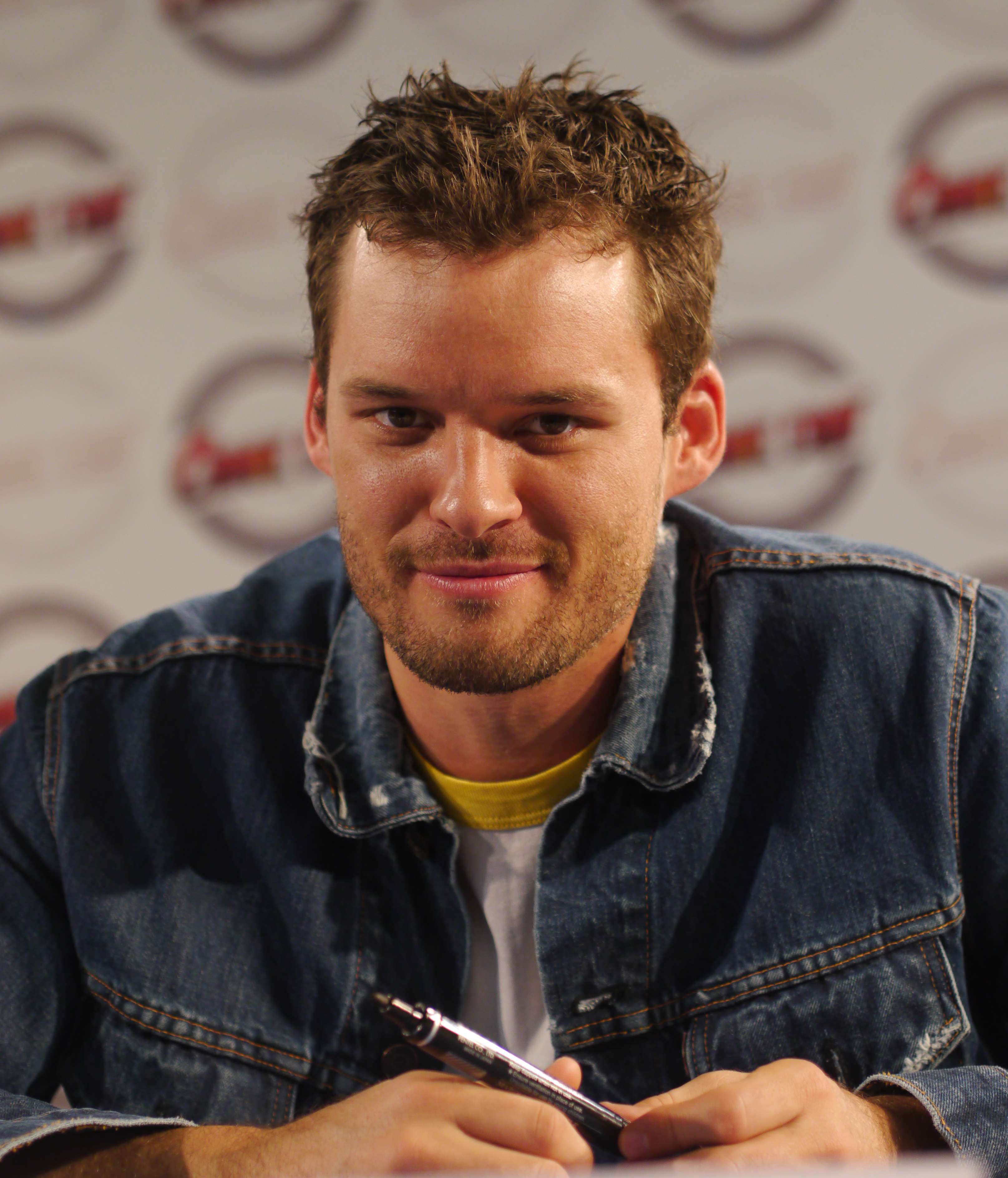
Austin Nichols en la Comic-Con Internacional de San Diego de 2012.

### Comienzos
Nichols quiso ser actor durante gran parte de su infancia. Su carrera en el mundo de la interpretación comenzó cuando se coló en una fiesta en el Sundance Film Festival y un mánager lo señaló. En un principio, Nichols quería ir a la Universidad de Texas, pero se mudó a Los Ángeles después de este suceso y fue a la Universidad del Sur de California y se graduó en el 2002 en Artes. Aunque había aparecido como invitado en Sliders, Odd Man Out, CSI, Family Law, Watching Ellie y Wolf Lake antes de su graduación, su gran oportunidad llegó en el 2002 cuando apareció como el amante de Brenda Chenowith en dos episodios de Six Feet Under. Anteriormente había aparecido en dos películas, Durango Kids en 1999 y Holiday in the Sun en 2001.
En su primer papel importante en una película, Nichols hacía del típico jugador de baloncesto que pertenece a una hermandad en The Utopian Society, una película independiente que dirigió John P. Aguirre, que se estrenó en el 2003 y que ganó muchos premios e incluso fue aclamada por la crítica. Un crítico escribió que Nichols “se transformaba de un jugador de cartón y una caricatura de los chicos de hermandad en un simpático y vulnerable ser humano con una increíble sensibilidad”. Aguirre alabó a Nichols como un “talento estelar” capaz de interpretar su personaje “con un abandono total de su ego”. Después de otro papel como invitado en She Spies, Nichols co-protagonizó simultáneamente dos éxitos en taquilla, The Day After Tomorrow y Wimbledon.

### Taquilla y éxito
En el 2004, Nichols fue seleccionado para hacer de J. D., un niño rico e inteligente rival del protagonista, Jake Gyllenhall, en The Day After Tomorrow, que tuvo un gran éxito en taquilla. Los críticos pusieron a parir al guion y tampoco fueron mucho mejores con el reparto. También en el 2004 apareció en Wimbledon, donde actuó con Kirsten Dunst y Paul Bettany. La crítica estadounidense recibió bien la película, pero no fue más allá. El trabajo de Nichols como Jake Hammond, un profesional del tenis arrogante fue descrito como “desagradable”. Para el papel, Nichols tuvo que aprender a jugar al tenis desde cero; Pat Cash, que se impresionó con las habilidades de Nichols, fue el que lo entrenó para que pareciera profesional. Hablando sobre la derecha del actor, el entrenador observó “juro a Dios que es tan bueno como cualquiera del circuito. Su golpe es como una bala. Es nuestro alumno estrella.” Cuando acabó su entrenamiento, Nichols y Bettany eran capaces de pelotear y jugar puntos, aunque algunos de sus partidos más complicados fueron hechos a ordenador.
Después de su éxito, Nichols fue co-protagonista en un episodio piloto para ¼ Life, una serie de veinteañeros viviendo en Nueva York que no llegó a emitirse. Después, tuvo un papel pequeño en una película criticada en el 2005, Thanks to Gravity. Nichols actuó como invitado en episodios de Pasadena y Surface antes de ser elegido para una película que tendría mucho éxito en el 2006, Glory Road.
Glory Road, dirigida por James Gartner y protagonizada por Josh Lucas, es una película basada en la verdadera historia de la primera división masculina de la ANAC (Asociación Nacional Atlética Colegial) del Campeonato de 1966, en la que el entrenador Don Haskins dirigió un equipo con una línea en la que casi todos los jugadores eran negros, la primera vez en la historia de la ANAC. Nichols hizo de uno de los pocos jugadores blancos del equipo; se entrenó mucho para el papel y tuvo que jugar como si estuviera en los años sesenta, por lo que dijo “nunca había estado tan dolorido en mi vida”. La película no fue un éxito en taquilla, tan sólo obtuvo 46 millones de dólares en taquilla y las críticas fueron variadas.
Después de Glory Road, Nichols apareció en un episodio de CSI: Miami y fue protagonista en Lenexa, 1. milla, una película sobre los inquietantes secretos de cinco amigos de la infancia en su último verano juntos antes de la universidad. Sus creadores no han anunciado planes de lanzar la película.

### The House of Ushery más
La siguiente película de Nichols fue la película de terror The House of Usher, dirigida por Hayley Cloake y basada en la historia de Edgar Allan Poe. Interpreta al trastornado Roderick Usher, al que describió como un “chico retorcido, enfermo terminal y jodido”. La película fue lanzada en septiembre del 2007. Nichols representó a Neal Cassady, con Will Estes como Jack Kerouak, en la película Luz del mundo.
En abril del 2006, Nichols participó como invitado en Deadwood, una serie de HBO. Poco después, Nichols firmó un contrato con HBO y en agosto de ese año, Nichols fue seleccionado como el director de una nueva serie, John from Cincinnati, un drama creado por David Milch, que también había producido Deadwood. La serie comenzó a emitirse en junio del 2007 pero se canceló tras una temporada por falta de presupuesto y diversas críticas. Nichols hacía de John Monad, un extranjero que de repente aparece en un tranquilo pueblo surfista; para el papel le tocó empezar a surfear y practicar todos los días durante tres meses.
En el 2007, Nichols apareció como profesor en los nuevos episodios de Friday Night Lights, antes de ser elegido para un papel recurrente en One Tree Hill, pero se hizo principal para la séptima temporada. Dirigió dos episodios de la serie, incluido el séptimo episodio de la novena y última temporada.
En 2013, Austin consiguió el papel de Tommy Wheeler en la serie de Showtime, Ray Donovan. Nichols luego tuvo un papel recurrente como Spencer Monroe en la serie de AMC, The Walking Dead, antes de ser promovido a regular. Recurrió como Sam Loomis en la quinta y última temporada de la serie de drama y suspenso de A&E, Bates Motel.

## Vida personal
Junto a su carrera de actor, Nichols se interesa mucho por el cine. Guarda un registro de todas las películas que ve: «Escribo quién hace la música, la edita, la dirige y la duración de la película». Claire Oswalt, una exnovia, dijo en una entrevista en el 2003 que Nichols ve una media de 20 películas cada semana. Incluso él ha declarado «si no estoy trabajando, paso casi la mitad del día en cines o viendo DVDs en casa». Admira a Hal Ashby, Sam Fuller y John Ford. Además de interesarse por las películas se divierte haciendo esquí acuático, jugando al golf, al tenis y montando a caballo. Desde que empezó a grabar John From Cincinnati también se ha aficionado al surf, pues lo encuentra «muy terapéutico y medicinal».
Tiene una hermana mayor, Ashley Austin, quien está casada con el director Rowdy Stovall.
Nichols es buen amigo del actor Jake Gyllenhaal, a quien conoció durante el rodaje de la película The Day After Tomorrow. Sobre Jake, Austin dijo en una entrevista «He aprendido un montón de Jake, es un chico muy inteligente. Me dijo todo lo que sé sobre actuar, el trabajo, chicas, vida».
Salió con la artista Claire Oswalt durante siete años antes de romper su compromiso en el 2004, en una entrevista dijo que tras la ruptura había vivido en su coche y dormido en los sofás de sus amigos durante un tiempo después.
El 25 de mayo de 2010, se reveló que Nichols había estado saliendo con la actriz Sophia Bush, miembro de la serie One Tree Hill durante cuatro años, la relación terminó en febrero del 2012. Desde 2013 mantuvo una relación amorosa con la actriz y cantante Chloe Bennet, a la que conoció después de aparecer como invitado en Agents of S.H.I.E.L.D., serie en la que Bennet fue protagonista.

## Arresto
Poco después de que la serie John From Cincinnati se cancelara, Nichols se salió del arcén sobre las 3 de la mañana del 24 de agosto de 2007 en Jackson, Michigan, después de conducir en dirección contraria por una calle de sentido único. Su prueba de alcohol dio positivo.

## Filmografía

### Cine
| Año  | Título                                       | Rol             | Notas         |
| ---- | -------------------------------------------- | --------------- | ------------- |
| 1999 | Durango Kids                                 | Sammy           |               |
| 2001 | Holiday in the Sun                           | Griffen Grayson | Video         |
| 2003 | The Utopian Society                          | Justin Mathers  |               |
| 2004 | The Day After Tomorrow                       | J.D.            |               |
| 2004 | Wimbledon                                    | Jake Hammond    |               |
| 2005 | Thanks to Gravity                            | Alex Ford       |               |
| 2006 | Camino a la gloria                           | Jerry Armstrong |               |
| 2006 | Lenexa, 1 Mile                               | Shane Bolin     |               |
| 2006 | The House of Usher                           | Roderick Usher  |               |
| 2006 | Love and Debate                              | Alex            |               |
| 2007 | Luz del mundo                                | Neal Cassady    | Corto         |
| 2009 | The Informers                                | Martin          |               |
| 2009 | The True-Love Tale of Boyfriend & Girlfriend | Girlfriend      | Corto         |
| 2010 | Fencewalker                                  | Tweedy          |               |
| 2010 | Beautiful Boy                                | Cooper Stearns  |               |
| 2010 | Unthinkable                                  | Bomb-defuser    |               |
| 2012 | LOL                                          | Mr. Ross        |               |
| 2013 | Parkland                                     | Emory Roberts   |               |
| 2015 | Nostradamus                                  | Harry Fisher    | Cortometraje  |
| 2016 | Lawless Range                                | Tommy Donnelly  |               |
| 2018 | The Iron Orchard                             | Dent Paxton     |               |
| 2021 | Masquerade                                   | —               | Posproducción |

### Televisión
| Año       | Título                         | Rol                  | Notas                                                                               |
| --------- | ------------------------------ | -------------------- | ----------------------------------------------------------------------------------- |
| 1999      | Sliders                        | Seth                 | Temporada 5, episodio 4                                                             |
| 1999      | Odd Man Out                    | Lyle                 | Temporada 1, episodio 10                                                            |
| 2001      | CSI: Crime Scene Investigation | Adam Walkey          | Temporada 1, episodio 20                                                            |
| 2001      | Family Law                     | James Perliss        | Temporada 3, episodio 6                                                             |
| 2001      | Watching Ellie                 | Joe                  | Temporada 1, episodio 11                                                            |
| 2002      | Wolf Lake                      | Scott Nichols        | Temporada 1, episodio 9                                                             |
| 2002      | Six Feet Under                 | Kyle/Tall Stoner     | Temporada 2, episodio 11 y 12                                                       |
| 2003      | She Spies                      | Fake College Guy     | Temporada 1, episodio 19                                                            |
| 2005      | 1/4life                        | Charlie              | Película de televisión                                                              |
| 2005      | Pasadena                       | Charlie Darwell      |                                                                                     |
| 2005      | Surface                        | Jackson              | Temporada 1, 4 episodios                                                            |
| 2006      | CSI: Miami                     | Patrick Wilder       | Temporada 4, episodio 14                                                            |
| 2006      | Deadwood                       | Morgan Earp          | Temporada 3, episodios 8 y 9                                                        |
| 2007      | John from Cincinnati           | John Monad           | 10 episodios                                                                        |
| 2007      | Friday Night Lights            | Noah Barrett         | Temporada 2, episodios 7 y 8                                                        |
| 2008–2012 | One Tree Hill                  | Julian Baker         | Personaje recurrente (temporada 6-9)                                                |
| 2009      | Prayers for Bobby              | Edward "Ed" Griffith | Película de televisión                                                              |
| 2011      | Five                           | Edward               | Película de televisión                                                              |
| 2013      | The Mob Doctor                 | Luke Harris          | Temporada 1, episodio 11, 12 y 13                                                   |
| 2013–2019 | Ray Donovan                    | Tommy Wheeler        | 9 episodios                                                                         |
| 2015-2016 | The Walking Dead               | Spencer Monroe       | Recurrente (Temporada 5, 3 episodios) Coprotagonista (Temporadas 6-7, 12 episodios) |
| 2017      | Bates Motel                    | Sam Loomis           | Recurrente, 6 episodios                                                             |
| 2019      | The Village                    | Ethan                | 2 episodios                                                                         |
| 2019      | This Close                     | Shep                 | 3 episodios                                                                         |
| 2021      | Walker                         | Clint West           | 7 episodios                                                                         |